# روز ماري
روز ماري (بالإنجليزية: Rose Marie)‏ (مواليد 15 أغسطس 1923 في نيويورك - 29 ديسمبر 2017)، هي ممثلة أمريكية بدأت مسيرتها الفنية عام 1926.

## وصلات خارجية
- روز ماري على موقع IMDb (الإنجليزية)
- روز ماري على موقع الموسوعة البريطانية (الإنجليزية)
- روز ماري على موقع روتن توميتوز (الإنجليزية)
- روز ماري على موقع ألو سيني (الفرنسية)
- روز ماري على موقع ميوزك برينز (الإنجليزية)
- روز ماري على موقع تيرنر كلاسيك موفيز (الإنجليزية)
- روز ماري على موقع أول موفي (الإنجليزية)
- روز ماري على موقع قاعدة بيانات برودواي على الإنترنت (الإنجليزية)
- روز ماري على موقع قاعدة بيانات الأفلام السويدية (السويدية)
- روز ماري على موقع إن إن دي بي (الإنجليزية)